# Gu Yasha
Gu Yasha (chinesisch 古雅莎; * 28. November 1990 in Zhengzhou, Henan) ist eine chinesische Fußballspielerin.

## Karriere

### Vereine
Von Beijing Jingtan wechselte sie Anfang 2021 zum Wuhan Jianghan University FC.

### Nationalmannschaft
Mit der chinesischen U20 spielte sie bei der Weltmeisterschaft 2008 und kam in allen drei Spielen der Mannschaft zum Einsatz.
Schon zuvor im August 2008 nahm sie mit der Olympiaauswahl am Turnier der Spiele 2008 teil und kam hier zu zwei Einsätzen, in denen sie auch ein Tor erzielte. Weitere Einsätze mit der A-Nationalmannschaft folgten dann im September 2011 bei dem Qualifikationsturnier für die Olympischen Spiele 2012. Nach Einsätzen beim Algarve-Cup 2015 gehörte sie dann auch mit zum Kader der Mannschaft bei der Weltmeisterschaft 2015 und kam bei diesem Turnier wiederum zu zwei Einsätzen. Im nächsten Jahr gehörte sie dann auch wieder zur Olympiaauswahl für die Spiele im Jahr 2016 und kam hier auf vier Einsätze und ein Tor.
Im Jahr 2018 landete sie mit ihrer Mannschaft bei der Asienmeisterschaft 2018 dann auf dem dritten Platz und gewann bei den Asienspielen 2018 die Silber-Medaille. Im Sommer des Folgejahres folgte dann noch bei der Weltmeisterschaft 2019 ihre zweite WM-Teilnahme. Zudem gewann sie bei der Asienmeisterschaft 2022 mit ihrer Mannschaft den Titel.
Am 5. Juli 2023 wurde sie für den finalen Kader bei der Weltmeisterschaft 2023 nominiert.